# Канет-да-Мар
Канет-да-Мар (Catalan pronunciation: [kaˈnɛd də ˈmaɾ]) — муніципалітет у комарці Маресме в Каталонії, Іспанія. Він розташований на узбережжі між Ареньс-де-Мар і Сан-Пол-да-Мар el Corredor і хребти Ель-Моннегре. Це туристичний центр, але він також відомий вирощуванням квітів і полуниці, а також кількома будівлями в стилі модерн. Його обслуговує головна дорога N-II уздовж узбережжя, шосе C-32 і станція на залізничній лінії RENFE. Канет-де-Мар знаходиться в провінції Барселона (Іспанія), за 43 кілометри від Барселони.

### Транспорт
Залізнична станція належить до en Barcelona-Mataro-Maçanet Massanes (R1) у Neighborhoods. Автобусна лінія Св. Кіпріан Валлальта - Канет-де-Мар - Сант-Поль-де-Мар - Калелья в будь-яку сторону, компанія Sagalés. Автомагістраль C-32 Монгат у Палафоллі та N II на узбережжі Барселони в Хункалі.

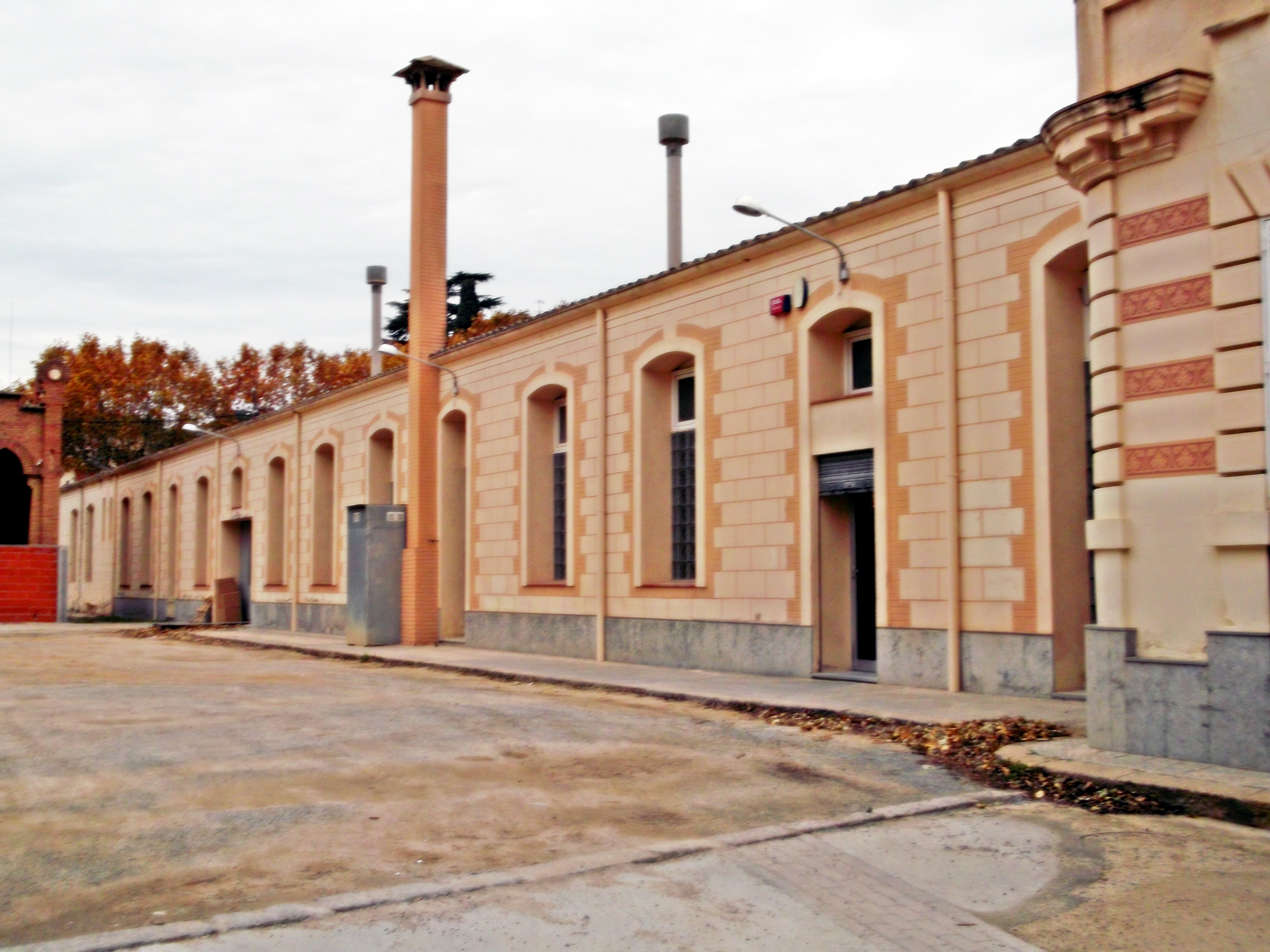
Карбонелл і ревертер

### Пляжі
Кане — муніципалітет узбережжя Маресме. Його піщане узбережжя утворилось внаслідок розкладання гранітних порід, які утворюють фундамент Канетенк; Пляжі рівні та мають середню ширину 50 м, в основному золотисті та густі піски, до них легко дістатися пішки або на велосипеді. Якістю пляжної смуги є захист прибережної рослинності, де є місцеві рослини прибережної Каталонії та Маресме. Вони позначені буями 200 метрів, є вихідний канал для човнів.

## Відомі люди
- Джорді Амат (народився 21 березня 1992) — індонезійський професійний футболіст, центральний захисник малазійського клубу «Джохор Дарул Тазім».
- Джуліан Алонсо (народився 2 серпня 1977) — колишній тенісист, який займав 30 місце в рейтингу ATP World Tour, а також кілька років грав у Кубку Девіса та співкапітан Кубка Девіса 2015